# Paul Néri
Paul Néri (* 26. März 1917 in Reggio di Calabria; † 28. Januar 1979 in Marseille) war ein italienisch-französischer Radrennfahrer und nationaler Meister im Radsport.

## Sportliche Laufbahn
Paul Néri wurde unter dem Namen Paolo Faldutto in Italien geboren. Seit 1938 lebte er in Frankreich und nahm den Namen Néri an. Unter diesem Namen löste er auch eine Lizenz beim französischen Radsportverband. Er wurde 1944 Berufsfahrer und blieb bis 1951 aktiv. 1942 gewann er die französische Amateurmeisterschaft, ohne dass seine tatsächliche Identität bekannt wurde. Er konnte daher den Titel behalten. 1947 gewann er das Meisterschaftsrennen der Profis. Einige Fahrer, die wussten, dass er Italiener war, protestierten. Die französische Polizei stellte daraufhin fest, dass er tatsächlich nur eine Identitätskarte für in Frankreich lebende Ausländer besaß. Der Titel wurde ihm daraufhin aberkannt. Auch bei der inzwischen laufenden Tour de France wurde er ausgeschlossen. Die Tour bestritt er viermal, kam jedoch nur 1948 als 37. ins Ziel in Paris. 1946 gewann er das Eintagesrennen Paris–Camembert und den Grand Prix de Cannes. 1949 wurde er Zweiter im Rennen Paris–Tours hinter Albert Ramon. Am 5. August 1955 wurde er eingebürgert. 